# Глух, Фёдор Кириллович
Федор Кириллович Глух (18 сентября 1912 — 4 августа 1984) — украинский юрист и государственный деятель, министр юстиции Украинской ССР (1953—1957), председатель Верховного суда УССР (1957—1963). Депутат Верховного Совета УССР 4-10-го созывов. В 1960—1966 годах — член Ревизионной комиссии КПУ, в 1966—1976 годах — кандидат в члены ЦК, в 1976—1984 годах — член ЦК КП(б)У. Заслуженный юрист УССР (1972).

## Биография
Родился 18 сентября 1912 в селе Беево, Роменский район Сумской области в крестьянской семье.
После окончания сельской семилетней школы учился в Гадяцком педагогическом техникуме, в 1933 году окончил три курса техникума. Трудовую деятельность начал в июне 1933 года учителем неполной средней школы на Луганщине, затем работал заведующим детского сада.
С апреля 1934 по август 1935 проходил военную службу в рядах Красной Армии. Демобилизовавшись, поступил в Харьковский юридический институт, который окончил в 1939 году и начал работать в органах прокуратуры Украины и Казахстана, где прошел путь от прокурора района к прокурору УССР. В 1939—1941 годах — прокурор Червонозаводского района города Харькова.
Член ВКП (б) с 1940 года.
В 1941—1943 годах — помощник прокурора Актюбинской области Казахской ССР, прокурор города Актюбинска Казахской ССР. В 1943 году — прокурор отдела кадров Прокуратуры УССР.
В 1943—1944 годах — инструктор отдела кадров ЦК КП(б)У, в 1944—1947 годах — заведующий сектором Управления кадров ЦК КП(б)У.
С 1947 года — заместитель прокурора Украинской ССР.
С января 1953 по март 1957 года — Министр юстиции УССР, а с мая 1957 по январь 1963 годах — Председатель Верховного Суда УССР.
В феврале 1963—1983 годах занимал должность прокурора Украинской ССР. Освобожден от должности в связи с выходом на пенсию.
Скончался 3 августа 1984 года в Киеве.